# 刁協
刁協（3世紀—322年），字玄亮，渤海郡饶安县（今河北省沧州市）人。兩晉時期官員，在東晉官至尚書令。與劉隗一同被晉元帝重用以抗衡琅琊王氏勢力，最終導致王敦之亂，刁協亦於王敦之亂期間被殺。

## 生平
刁協喜好經籍，博聞而又好記憶力，曾任濮陽王文學、太常博士、渤海郡大中正等官。後先後任成都王司馬穎司馬、趙王司馬倫參軍、長沙王司馬乂司馬及東嬴公司馬騰的長史，潁川太守。
永嘉初年調任河南尹，但刁協不上任而避亂江東。當時仍是琅邪王的晉元帝司馬睿任為刁協為鎮東軍諮祭酒，後轉長史。建興元年（313年）晉愍帝曾召他為御史中丞，但刁協仍留江東不上任。建興三年（315年），司馬睿進位丞相，任命刁協為左長史。太興元年（318年），司馬睿登帝位，刁協官拜尚書左僕射。當時政權新建，典章制度未立，而刁協因曾在朝中任職，因而熟悉制度。於是朝廷的典章制度，都由刁協制定。不久遷任尚書令，數年後加金紫光祿大夫。
元帝當時為抑制王導兄弟權勢，重用刁協和劉隗，而刁協亦盡心協助元帝。同時推行崇上迎下，排抑豪強的一系列刻碎之政以對抗王導等豪強勢力，因而受到王氏所不滿。因著元帝試圖平抑士族的行為，手握重兵的江州牧王敦於永昌元年（322年）起兵，以誅劉隗為名，帶兵攻打建康，不久亦上奏刁協的罪狀。晉元帝決心抗爭，召回出鎮的劉隗和戴淵，準備決戰。王敦到建康後即進攻石頭城，守將周札開門迎王敦，元帝於是派刁協、劉隗、王導、周顗等領兵進攻石頭，但都被擊敗，王敦成功攻陷建康。劉隗和刁協兵敗後回宮見元帝，元帝握著二人的手，流著淚勸他們離開避禍，刁協起初不願但元帝堅持，並給二人人馬護送二人。刁協因為年老不能騎馬，而且與人無恩情，元帝招募隨從陪同刁協時竟然全都推辭。才到江乘，刁協就被人殺死，並將頭顱斬下送交王敦，由王敦派人收葬。元帝知道刁協被殺十分悲痛，更秘密收並誅殺送刁協頭顱給王敦的人。
王敦之亂後，被王敦誅殺的周顗和戴淵等都被恢復名位並獲追贈，但刁協卻因出逃而不獲同等待遇。在刁協子刁彝請求和丹揚尹殷融及左光大夫蔡謨的支持下，最終獲晉成帝恢復本職。

## 性格特徵
- 刁協性格強悍，和當世人事都有很多違逆的地方，而且又常因酒醉失言，都在說當朝官員的壞話，令眾人側目，亦令一眾士族厭惡[2]。同時對人無恩德，最終出逃時乏人保護而遇襲被殺。

## 評價
- 《晉書》史臣曰：「玄亮剛愎，與物多違，雖有崇上之心，專行刻下之化，同薄相濟，並運天機。是使賢宰見疏，　致物情於解體;權臣發怒,借其名誓師。既而謀人之國,國危而苟免，見昵於主．主辱而圖生。自取流亡，非不幸也。」
- 《晉書》贊曰：「劉刁亮直，志奉興王。姦回醜正，終致奔亡。」
- 司馬睿：「尚書令協，抗志高亮，才鑒博朗，朕甚喜之。」[3]
- 王導：「刁玄亮之察察，戴若思之巖巖，卞望之之峯距。」[4]
- 晉成帝司馬衍：「協情在忠主，而失為臣之道，故令王敦得託名公義，而實肆私忌，遂令社稷受屈，元皇銜恥，致禍之原，豈不有由！」

## 家庭

### 祖父
- 刁恭，字孝先，曹魏齊郡太守、西晉鎮南司馬。[5]

### 父親
- 刁攸，字偉林，西晉御史中丞。[6]

### 子女
- 刁彝，王敦兵敗後因為報家仇曾殺害王敦黨人而知名。官至北中郎將、徐兗二州刺史。

### 孫兒
- 刁逵，廣州刺史，領平越中郎將。桓玄叛亂時接受桓玄任命為西中郎將、豫州刺史。桓玄失敗後被下屬所捕，送到石頭城處斬。
- 刁暢，刁逵弟，始興相。桓玄叛亂時受桓玄任命為右衛將軍。後被劉裕部將劉毅打敗，被殺。
- 刁聘，刁逵幼弟，桓玄之亂平定後刁氏子姪全被處死，僅他獲赦免，任給事中。後因謀反被誅殺。

### 曾孙
- 刁雍

## 延伸阅读
[在维基数据编辑]
 《晉書/卷069》，出自房玄齡《晉書》